# YTO Group
YTO Group – chiński producent maszyn rolniczych i budowlanych z siedzibą w Luoyang będący częścią konglomeratu Sinomach. YTO (Luoyang) Diesel Engine Co., Ltd. jest spółką joint venture do produkcji silników.

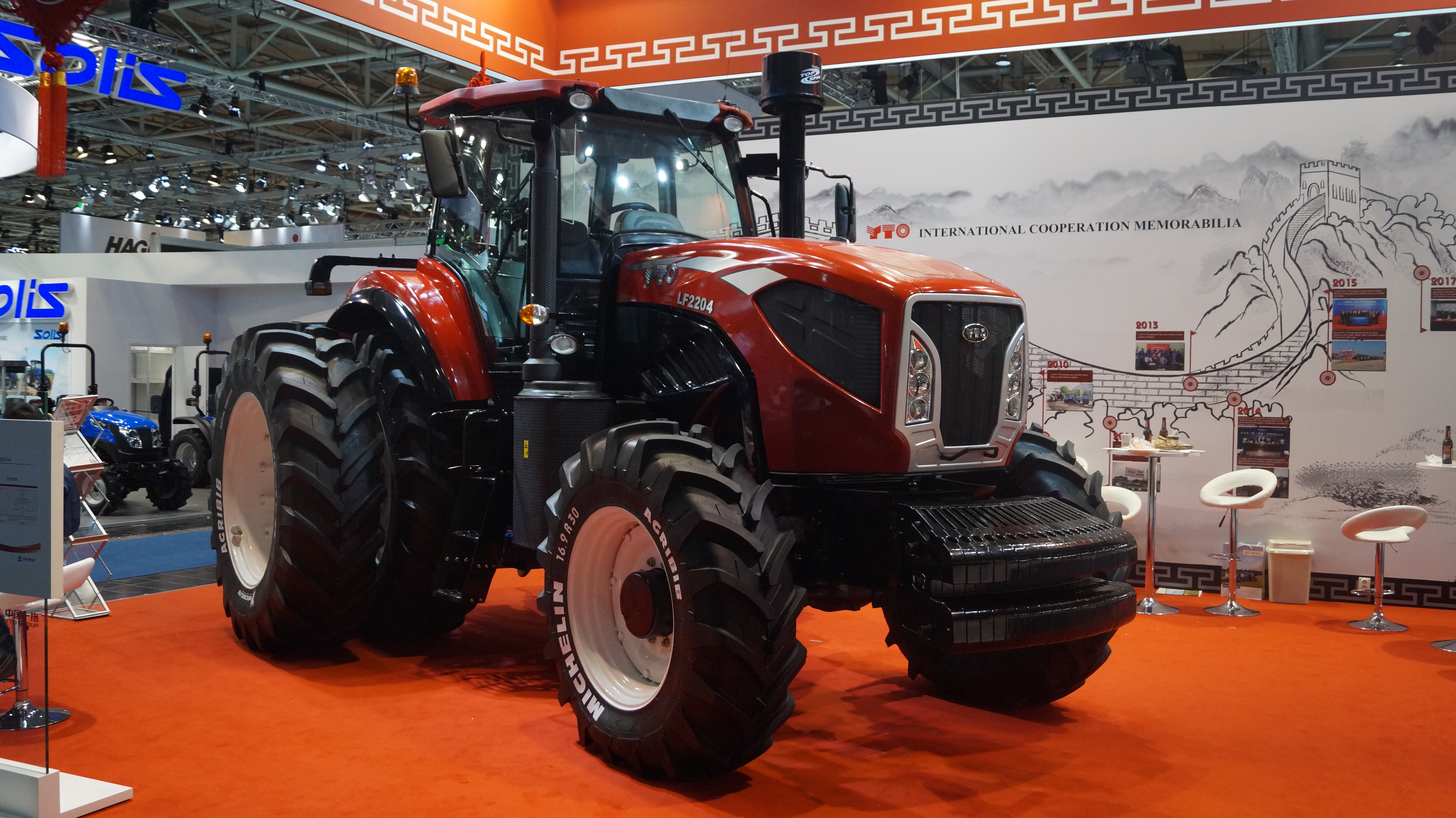
Ciągnik rolniczy YTO LF2204 na targach Agritechnica 2017

## Historia
Utworzona w 1955 roku jako China First Tractor Co. Ltd początkowo oferowała swoje produkty pod marką Dongfanghong (DFH) – tłumaczeniem jest "Wschód jest czerwony".
W 1980 roku brytyjska firma Ricardo zaprojektowała serię silników wysokoprężnych LR105, które następnie były produkowane przez YTO.
7 czerwca 1985 roku w Pekinie, po negocjacjach prowadzonych od 1978 r., wysocy przedstawiciele rządu chińskiego i włoskiego, a także przedstawiciele grupy Fiat: Vezzalini (prezes Fiat Agri i dyrektor centralny Fiata), Pittaluga (odpowiedzialny za międzynarodowe działania grupy), Coen (CEO Fiata Agri) i Rosetti (odpowiedzialny za międzynarodową działalność Fiata Agri) podpisali kontrakt o wartości około 90 milionów dolarów przewidujący przekazanie licencji i technologii niezbędne do produkcji ciągników w zakładach w Szanghaju i Luoyang w wysokości 20 000 ciągników rolniczych rocznie, o mocy od 50 do 100 KM i wyposażone w chińskie silniki ze względu na ich dostosowywanie do potrzeb lokalnego rolnictwa. Obie fabryki rozpoczną produkcję ciągników w 1987 roku. 
W 2005, koncern AGCO negocjował z First Tractor Company w celu zawiązania spółki joint venture w celu produkcji ciągników o mocy 40-100 KM. Pomimo nie zawiązania spółki, YTO i AGCO ciągle kooperuje w produkcji ciągników bazujących na rozwiązaniach Valtry.
7 marca 2011 roku Grupa YTO zakupiła francuską fabrykę McCormick France S.A.S. z Saint Dizier od włoskiej grupy Argo. obecnie funkcjonuje pod nazwą YTO France SAS.
4 maja 2012 YTO podpisało umowę z General Electric Company w celu badań i rozwoju energooszczędnych i przyjaznych dla środowiska ciągników elektrycznych.
24 lipca 2014 roku YTO wraz z niemieckim ZF Friedrichshafen AG zawiązało spółkę joint venture ZF YTO Axle Co. produkującą przednie osie napędowe pod nazwą Kintra do ciągników rolniczych od 25 to 130 KM w Luoyang w prowincji Henan w Chinach.